# Gyöngyös
Gyöngyös là một thành phố thuộc hạt Heves, Hungary. Thành phố này có diện tích 55,31 km², dân số năm 2010 là 32607 người, mật độ 590 người/km².
Tọa lạc ở chân dãy núi Sár-hegy và Matra, thành phố có nhiều nhà máy sản xuất thực phẩm, bao gồm cả các nhà máy sản xuất sữa và xúc xích. Đây cũng là nơi có các vườn nho trồng ở sườn núi Sárhegy.
Các tòa nhà Art-Nouveau và Baroque xung quanh quảng trường chính của trung tâm thành phố đã được xây dựng lại sau khi một đám cháy bắt nguồn từ bệnh viện địa phương vào năm 1917, đám cháy đã phá hủy một số tòa nhà nhà ở các tổ chức quan trọng của người Do Thái và khiến khoảng 8.000 người vô gia cư.